# Dennis Harrah
(en) Statistiques sur pro-football-reference
Dennis Wayne Harrah (né le 9 mars 1953 à Charleston) est un joueur américain de football américain.

## Carrière

### Université
Harrah fais ses études à l'université de Miami. En 1974, il est déclaré All-America et nommé dans la seconde équipe All-America de la saison par l'UPI et l' Associated Press. Il est introduit plus tard, au temple de la renommée sportif de l'université de Miami (University of Miami Sports Hall of Fame).

### Professionnel
Dennis Harrah est sélectionné au premier tour du draft de la NFL de 1975 par les Rams de Los Angeles au onzième choix. À son arrivée, il est le remplaçant de Joe Scibelli mais devient titulaire la saison suivante où les Rams mène la National Football Conference en points marqués. De 1975 à 1979, ils sont en tête de la poule NFC West ainsi qu'en 1985 et remporte le titre de champion de la conférence NFC en 1979.
Harrah est capitaine pendant six saisons et est sélectionné six fois au Pro Bowl ainsi qu'une fois dans l'équipe de la saison en 1986. Sa carrière se termine après la saison 1987, totalisant 168 matchs joués pour 144 comme titulaire ainsi que seize matchs de play-offs.

## Palmarès
- All-America en 1974
- Sélectionné dans l'équipe de la saison en 1986
- Participant au Pro Bowl à six reprises.
- Sélectionné dans l'équipe de la saison pour la conférence NFC en 1978, 1979, 1985 et 1986.
- Sélectionné dans la seconde équipe de la saison pour la conférence NFC en 1980, 1984 et 1987.